# Aeroportul Lalibela
Aeroportul Lalibela (IATA: LLI, ICAO: HALL) este un aeroport din Statul Amhara, Etiopia ce deservește zona Lalibela. A fost numit după zona deservită.
Situat la o altitudine de 1.958 m, aeroportul dispune de o singură pistă.